# 各務原市民公園
各務原市民公園（かかみがはらしみんこうえん）とは、岐阜県各務原市にある公園である。

## 概要
公園分類は"都市公園"。各務原市が管理する。元々岐阜大学の工学部・農学部があった土地を整備し、1988年（昭和63年）に全面完成した。広さは6.5ha。園内には各務原市立中央図書館などがある。また西側には"桜の名所"として知られる“百十郎桜”があるため、桜まつりのメイン会場としても使用されている。
基本設計者は黒川紀章。
園内を4つに分けて配置し、図書館も置いた事で都市型公園の代表作になる。1991年に公園南側の石碑脇に埋められたタイムカプセルが、2071年に掘り出される予定。

## 沿革
- 1988年（昭和63年） - 全面完成。

## 施設
- 各務原市立中央図書館
- じゃぶじゃぶ池
- 子供遊具
- 芝生広場
- 各務野 - 和室の休憩室。

## ギャラリー

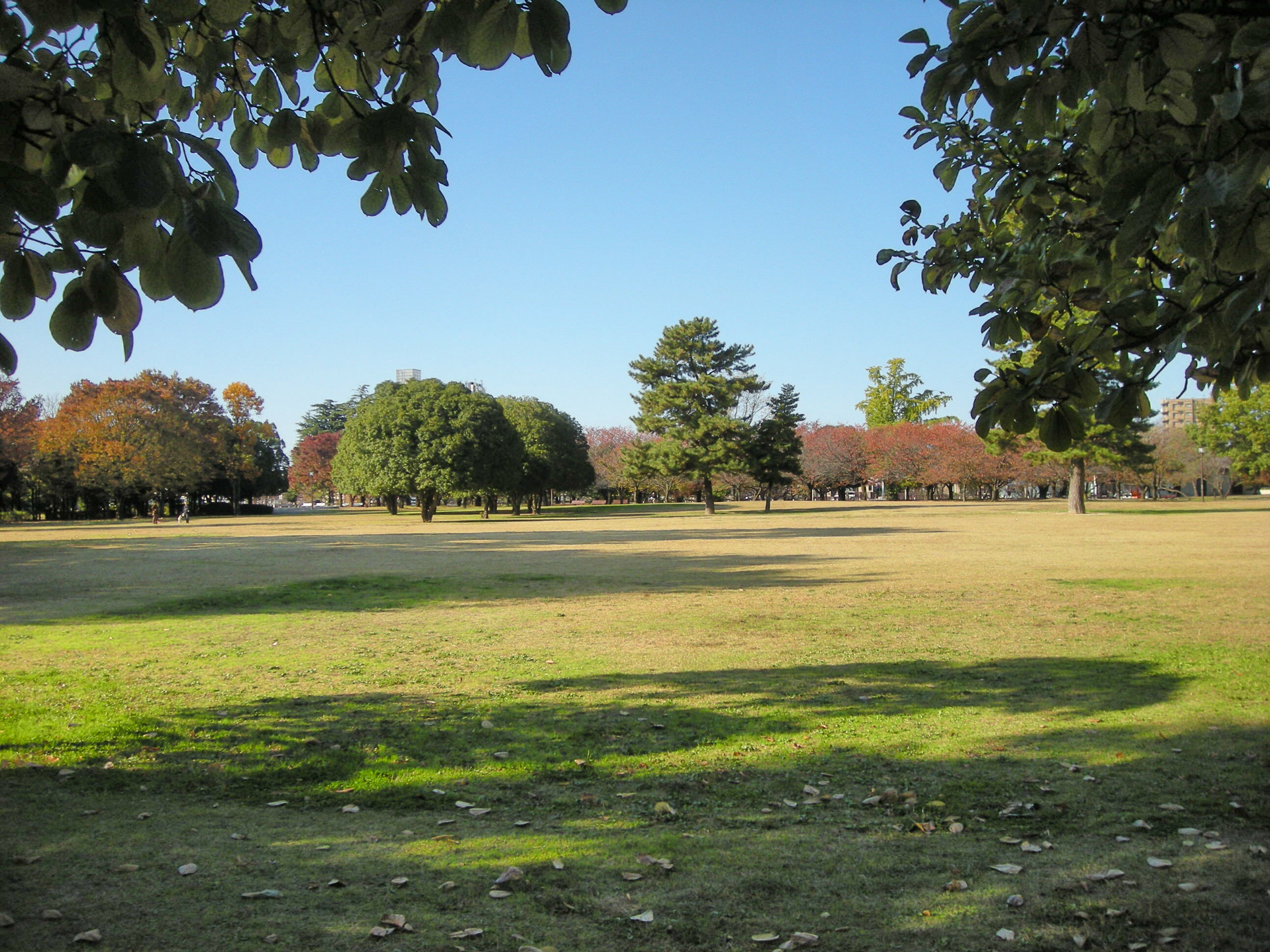
芝広場
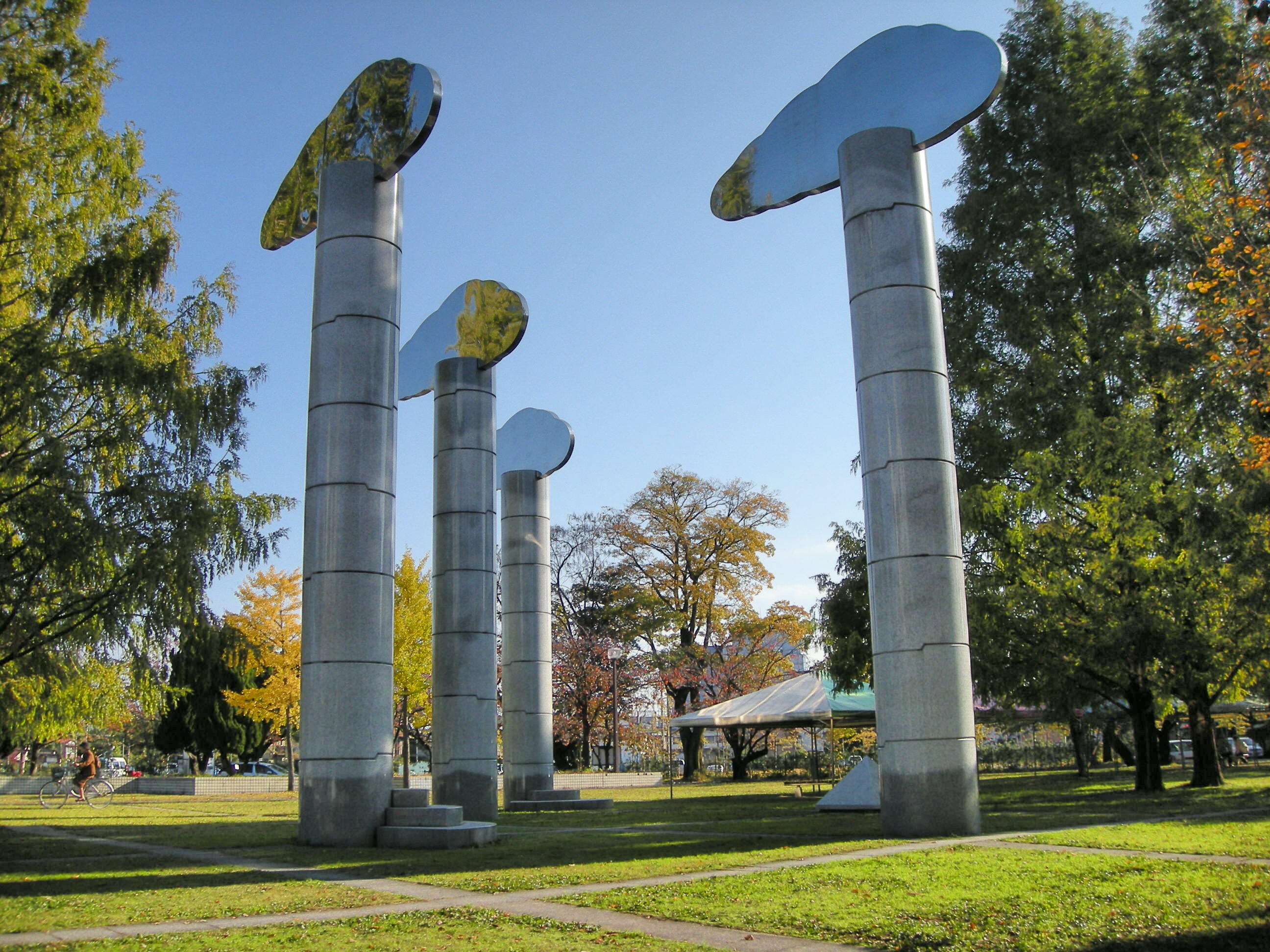
平和の日記念モニュメント「時-平和の風」
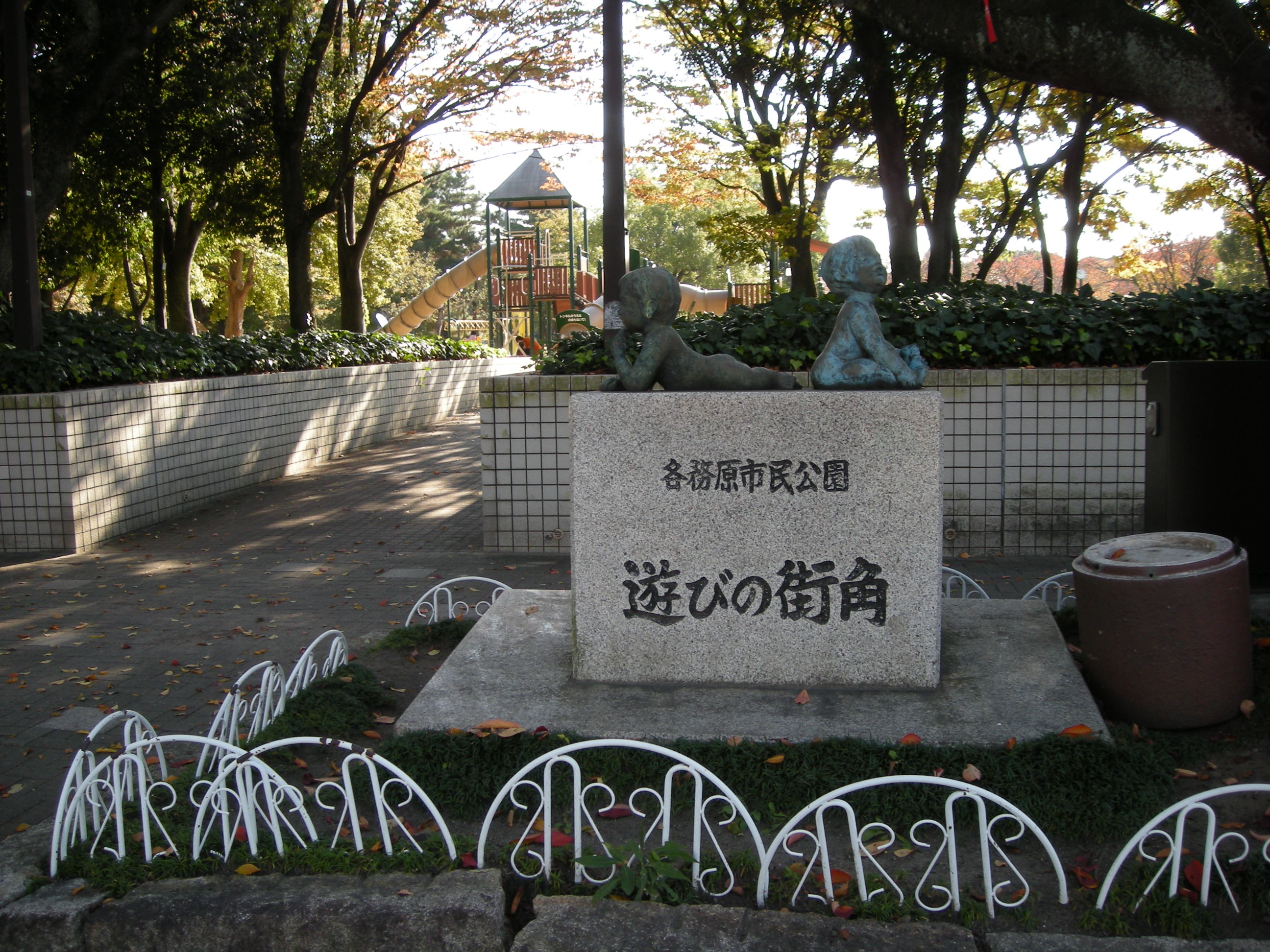
遊びの街角

## 所在地
- 岐阜県各務原市那加門前町3-1-1

## 交通機関
- 名鉄各務原線 市民公園前駅より徒歩ですぐ。
- JR高山本線 那加駅より徒歩で約10分。
- 各務原市ふれあいバス：那加線、「市民公園中央図書館前」バス停下車、徒歩ですぐ。
- 岐阜バス：イオンモール各務原線、「市民公園中央図書館前」バス停下車、徒歩ですぐ。

## 周辺
- 新境川
  - 百十郎桜
- 各務原市那加福祉センター
- 那加幼稚園
- 市民公園前駅
- 各務原勤労会館
- 各務原市医師会准看護学校
- 各務原市立那加第二小学校
- 各務原市立那加中学校
- 秋葉神社
- 学びの森
- KAKAMIGAHARA PARK BRIDGE